# Flaten, Stockholm
Flaten är en stadsdel i Söderort inom Stockholms kommun. Den gränsar till stadsdelarna Skarpnäcks Gård, Orhem och Skrubba och till sjöarna Drevviken i söder och Ältasjön i öster.

## Beskrivning
Stadsdelen har ingen bofast befolkning och präglas av naturen i Flatens naturreservat, sjön Flaten och badplatsen Flatenbadet. Bredvid badplatsen finns en campingplats, en minigolfbana och en numera nedlagd knattespeedwaybana. Inte långt därifrån ligger Skarpnäcksgrottan med ingången från promenadvägen som sträcker sig mellan Flatenvägen och Flatens barnbad. Längs vägens östra sida finns en mycket brant klippa med en fornborg på toppen och några av Stockholms hårdaste klätterleder. I berget ligger ett numera plomberat militärförråd från andra världskriget. Vid trafikplatsen Älta (Ältavägen 301) ligger Flatenbanan, en racingbana för radiostyrda bilar.

## Bilder

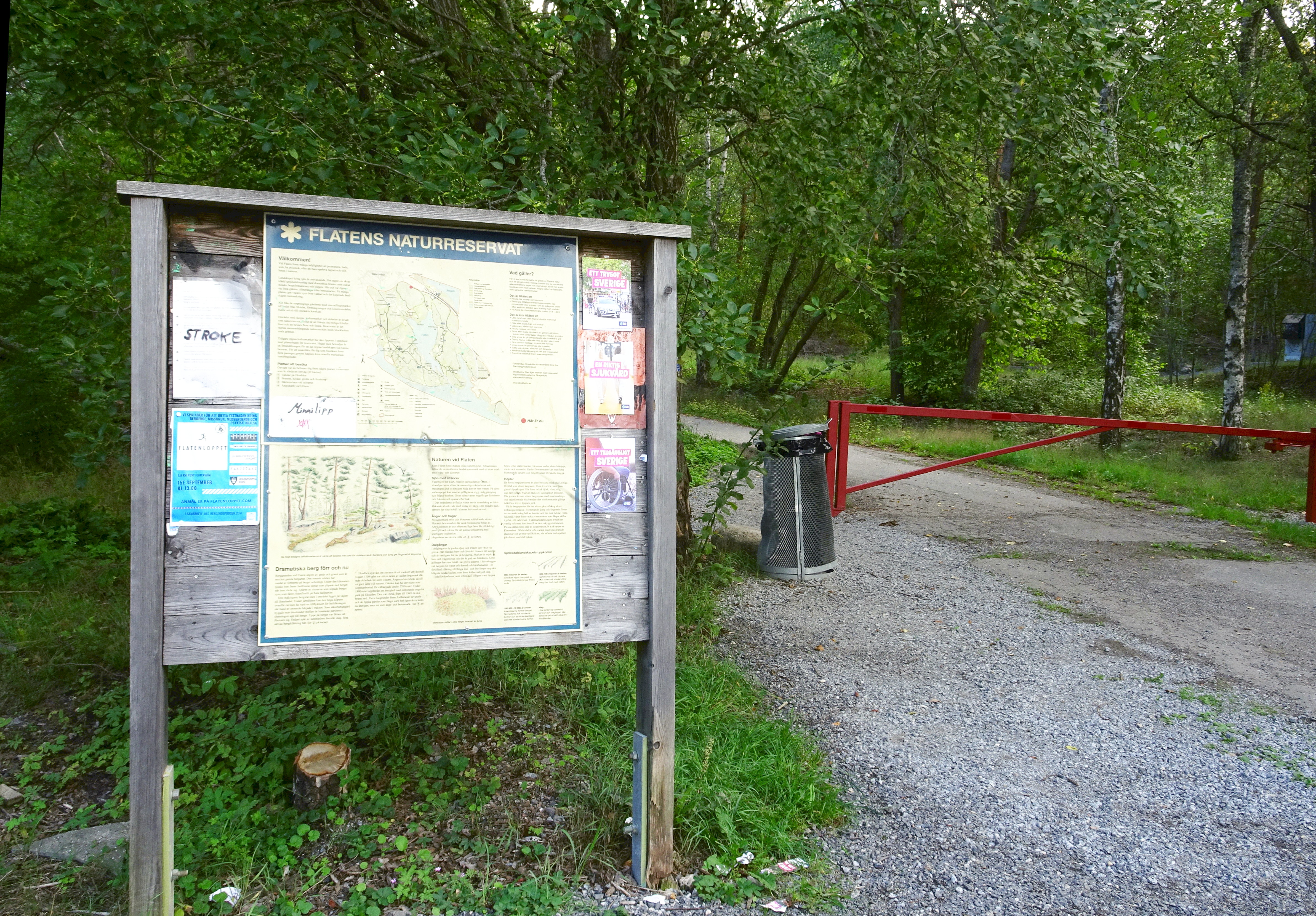
Entré till Flatens naturreservat från Flatenvägen.
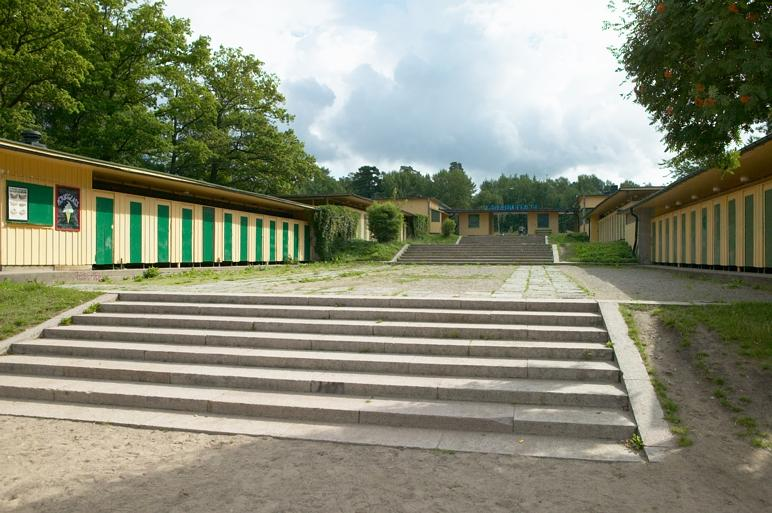
Flatenbadets byggnader.
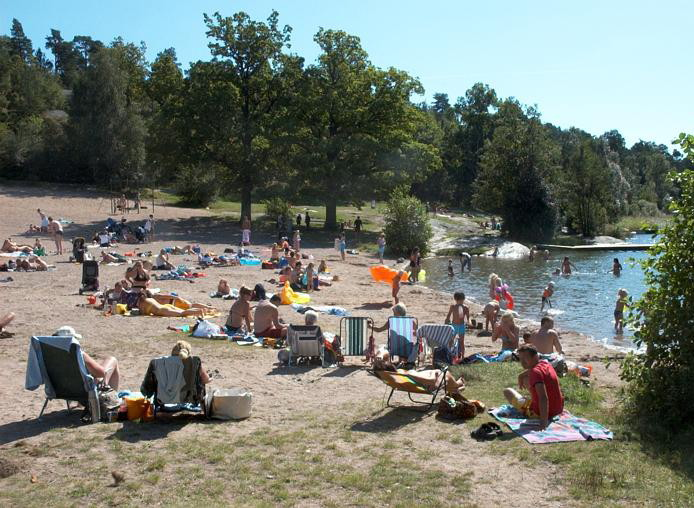
Fatenbadets strand.
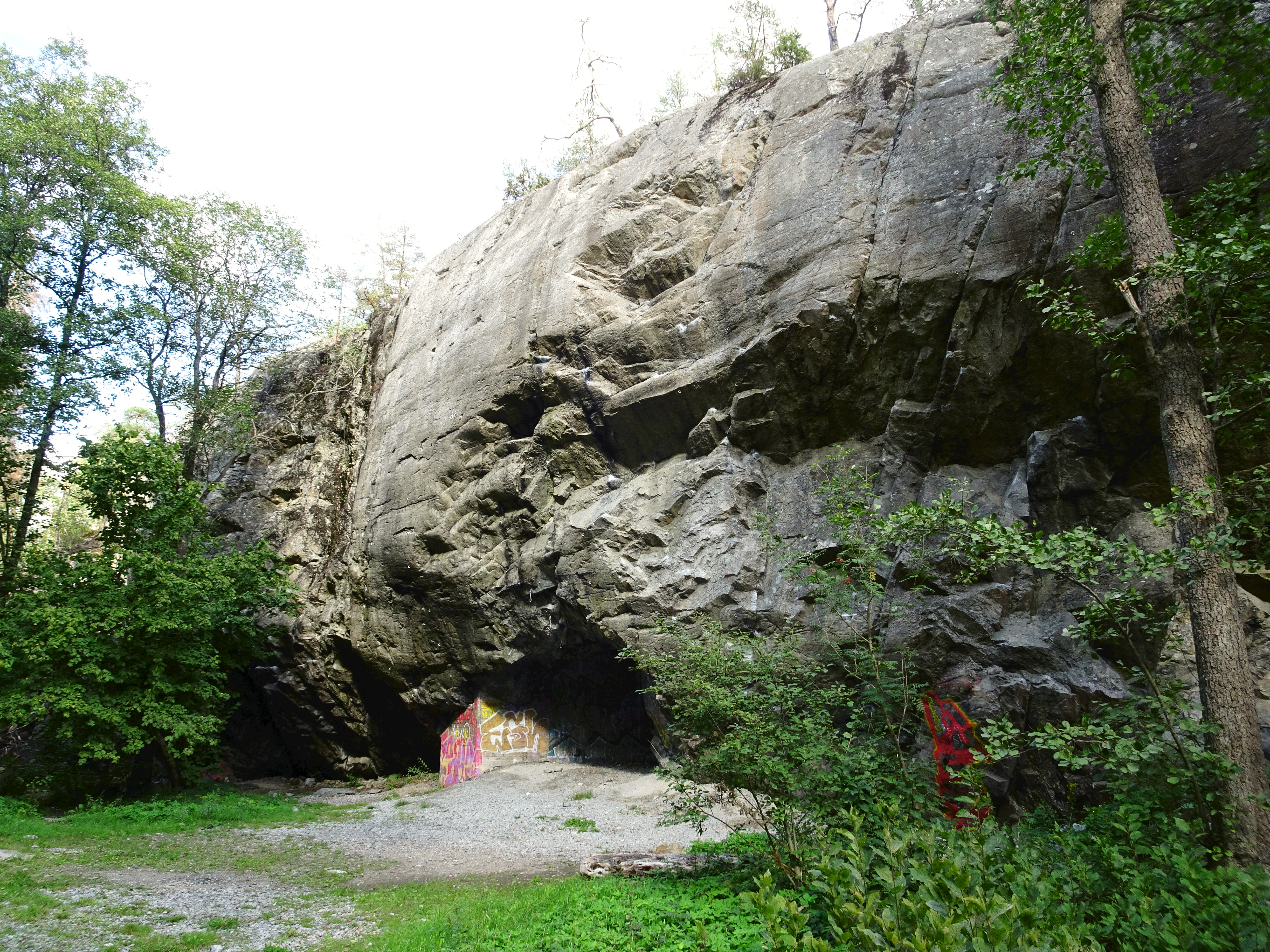
Flatens klättervägg.
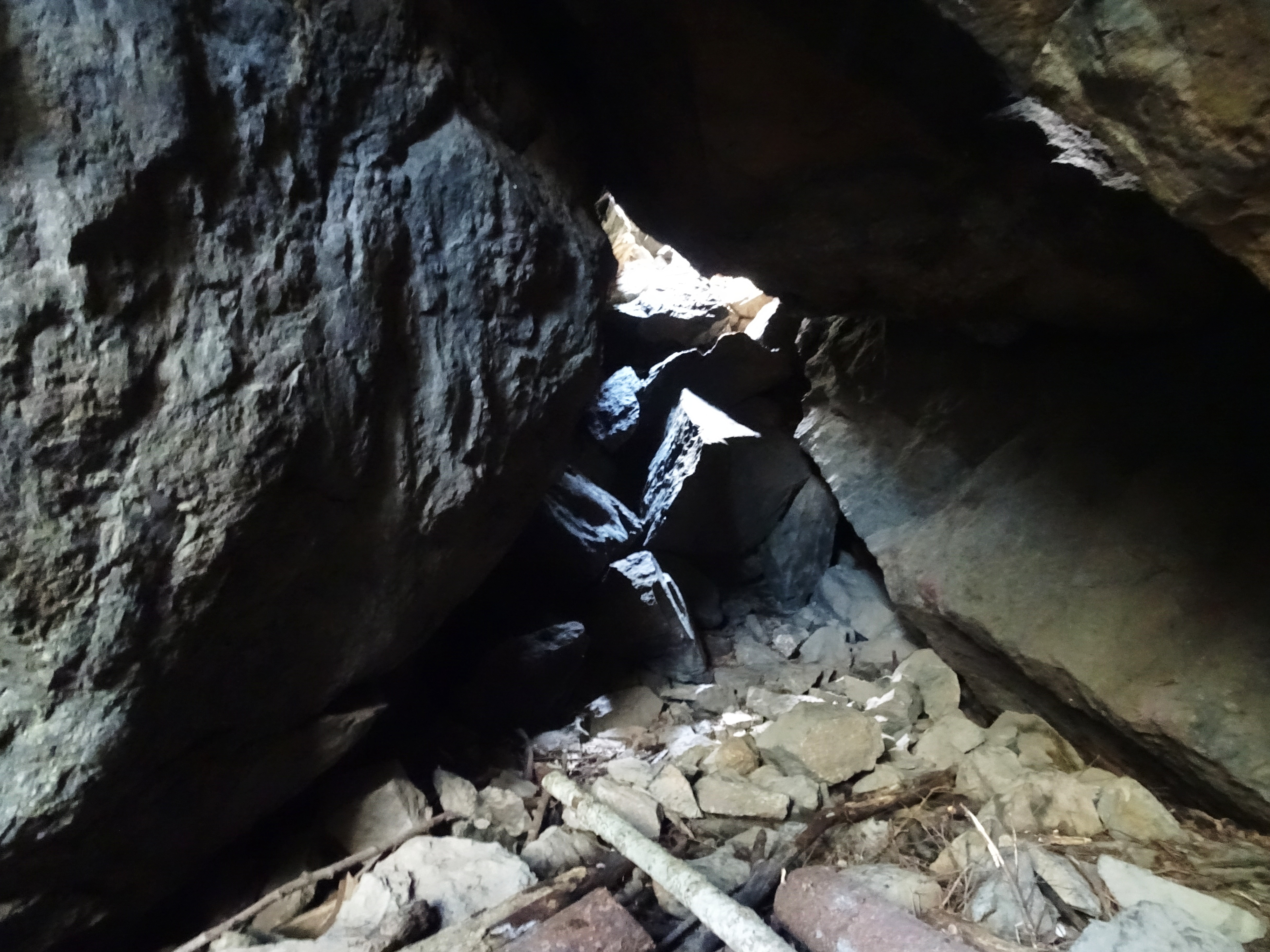
Skarpnäcksgrottan.
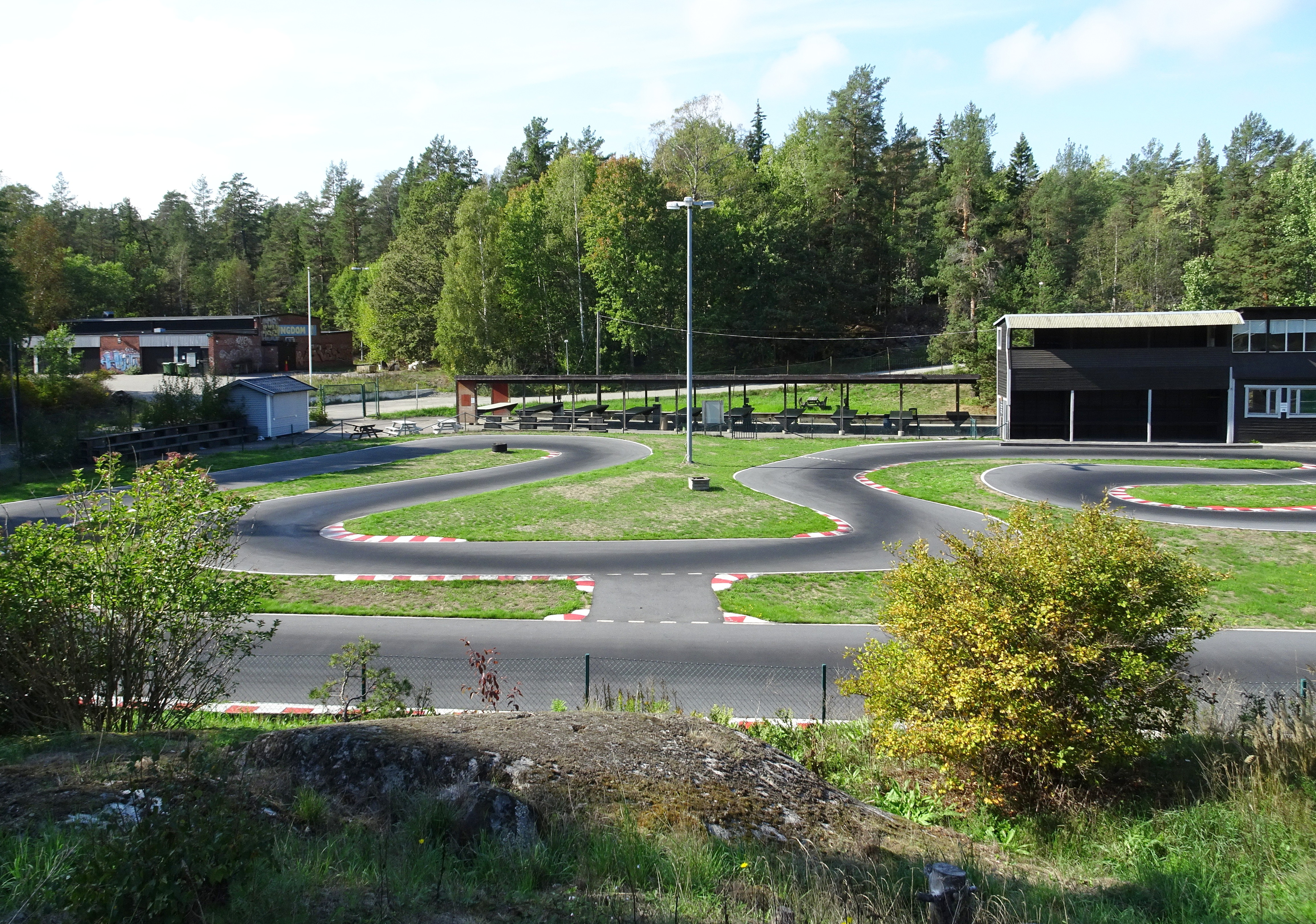
Flatenbanan.